# Ernest Demanne

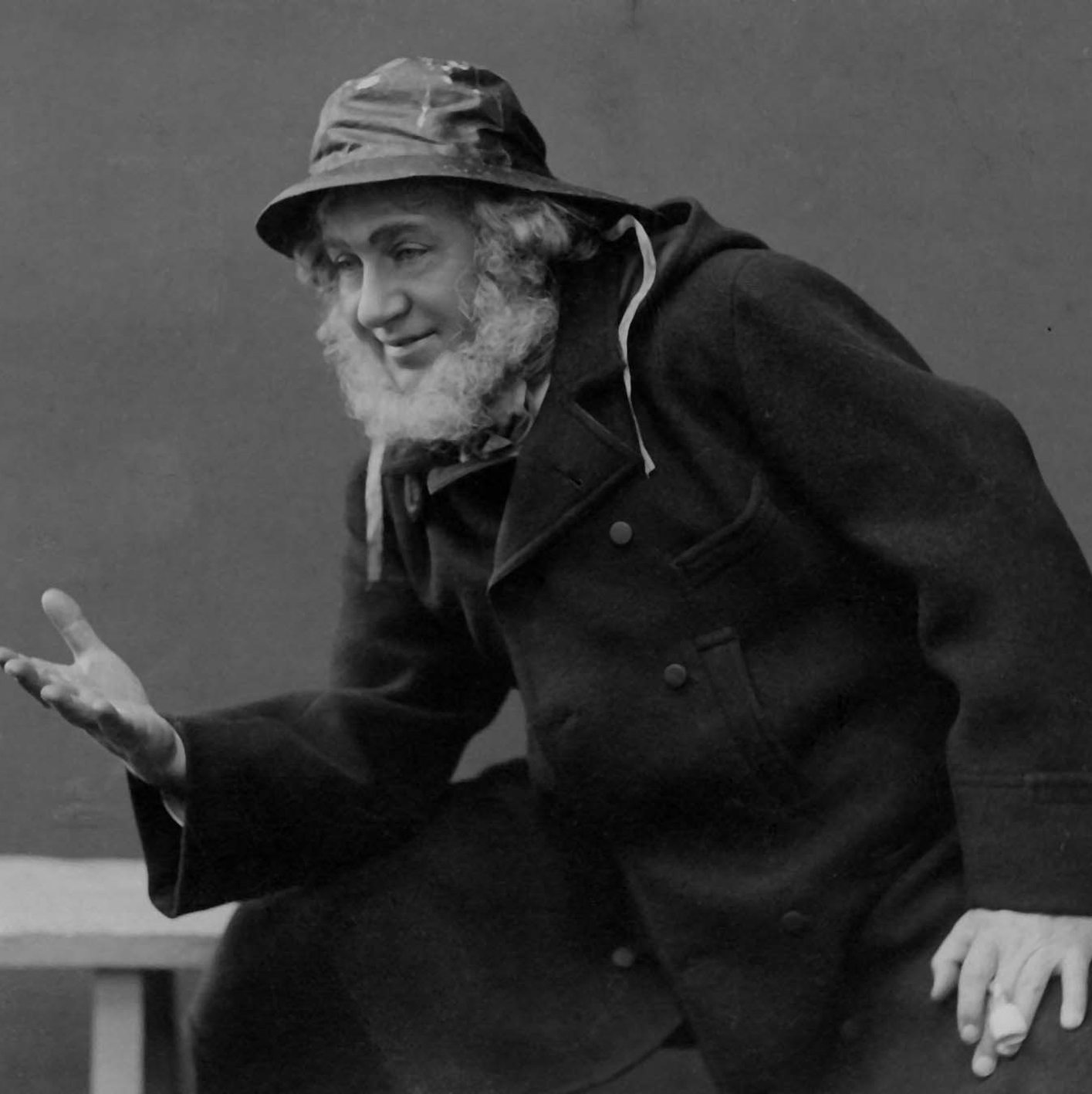
Ernest Demanne en costume de scène en 1889.

Félix Marie Ernest Demanne, né le 16 novembre 1848 à Strasbourg et mort le 20 mars 1902 à Saint-Pétersbourg, est un acteur français.

## Biographie

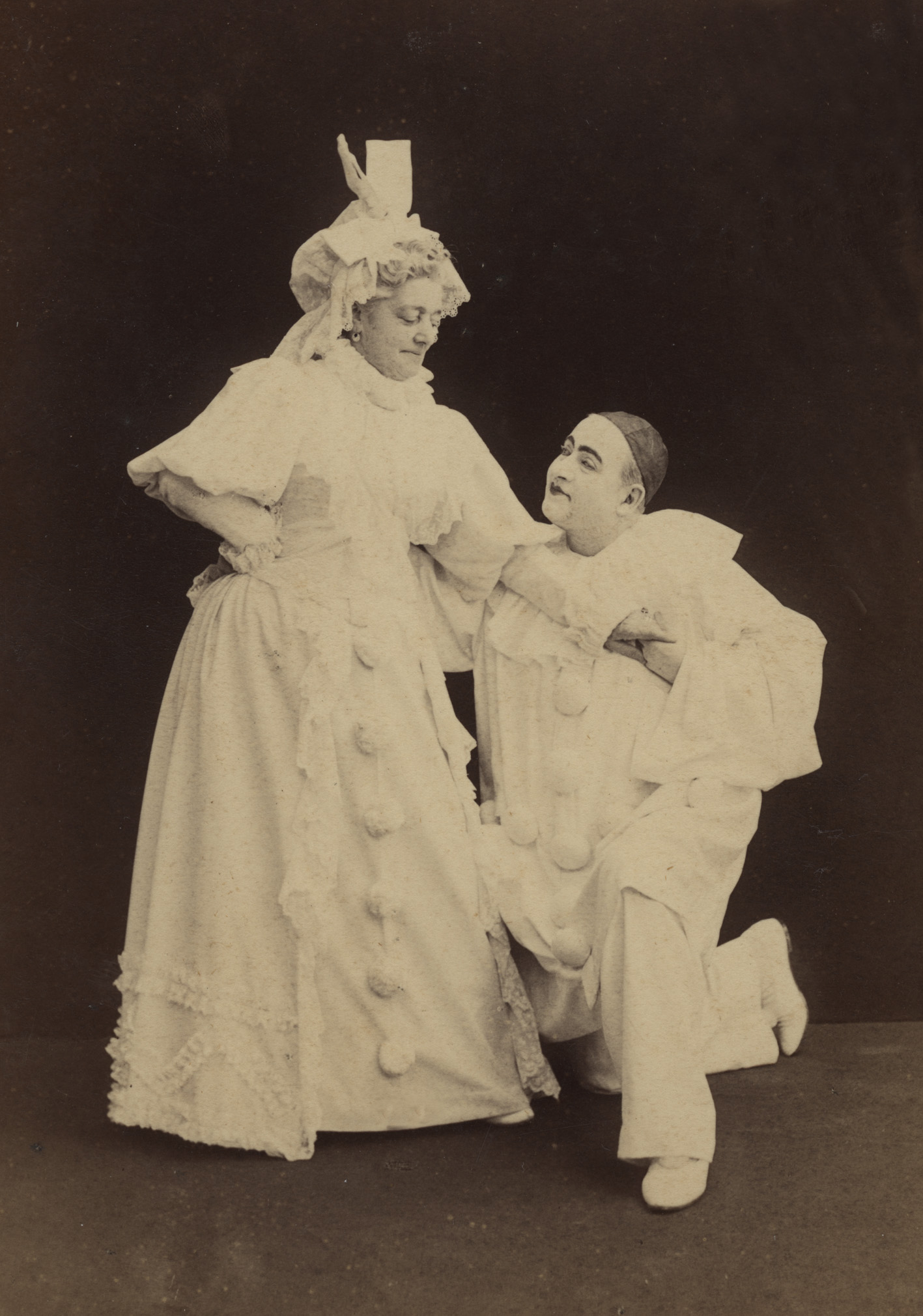
Ernest Demanne sur scène au Théâtre Michel.

Ernest Demanne eut très tôt le goût du théâtre mais ne put vraiment en faire son métier qu'au moment de son mariage en décembre 1868 à Strasbourg. Les hasards de la vie lui firent fréquenter de plus en plus souvent les artistes de cette ville ainsi que la Société dramatique - nouvellement créée pour faire connaître aux Alsaciens le théâtre français contemporain - jusqu'à ce qu'il y soit engagé.  Pour conserver la nationalité française, il dut quitter Strasbourg, devenue capitale d'Alsace-Lorraine depuis le traité de Francfort. Établi en Suisse avec sa famille, il trouve un engagement au théâtre de Lausanne, en janvier 1872, pour les rôles de jeune premier, premier amoureux et amoureux comique, puis au théâtre de Neufchâtel.
De retour en France, il est engagé à Rouen pour la saison 1873-74, à Troyes pour les saisons 1874-75 et 1875-76, à l'Ambigu à Paris pour la saison 1876-77, à Berlin pour la saison 1877-78, puis de nouveau à Paris, au Gymnase pour les saisons 1879-80, 1880-81, 1881-82, et Dejazet pour la saison 1882-83.
Pour les saisons d'été, il va jouer dans les villes d'eaux (Dieppe en 1878 et 1879, Trouville en 1883, etc.) ou entreprend des tournées en France et à l'étranger.
Engagé au théâtre des Célestins de Lyon comme premier comique pour l'année théâtrale 1883-84, il annule ce contrat pour rejoindre (en même temps que Lucien Guitry) la troupe permanente du théâtre Michel à Saint-Pétersbourg. Il y restera jusqu'à sa mort, soit pendant vingt ans.
Très apprécié de la Cour, il est décoré tour à tour par Alexandre III et Nicolas II des ordres de Saint-Stanislas et de  Sainte-Anne en 1899. Il était également officier d'Académie (1899).
À sa mort à Saint-Pétersbourg, il est rapatrié en France et enterré au Père-Lachaise.

### Parenté

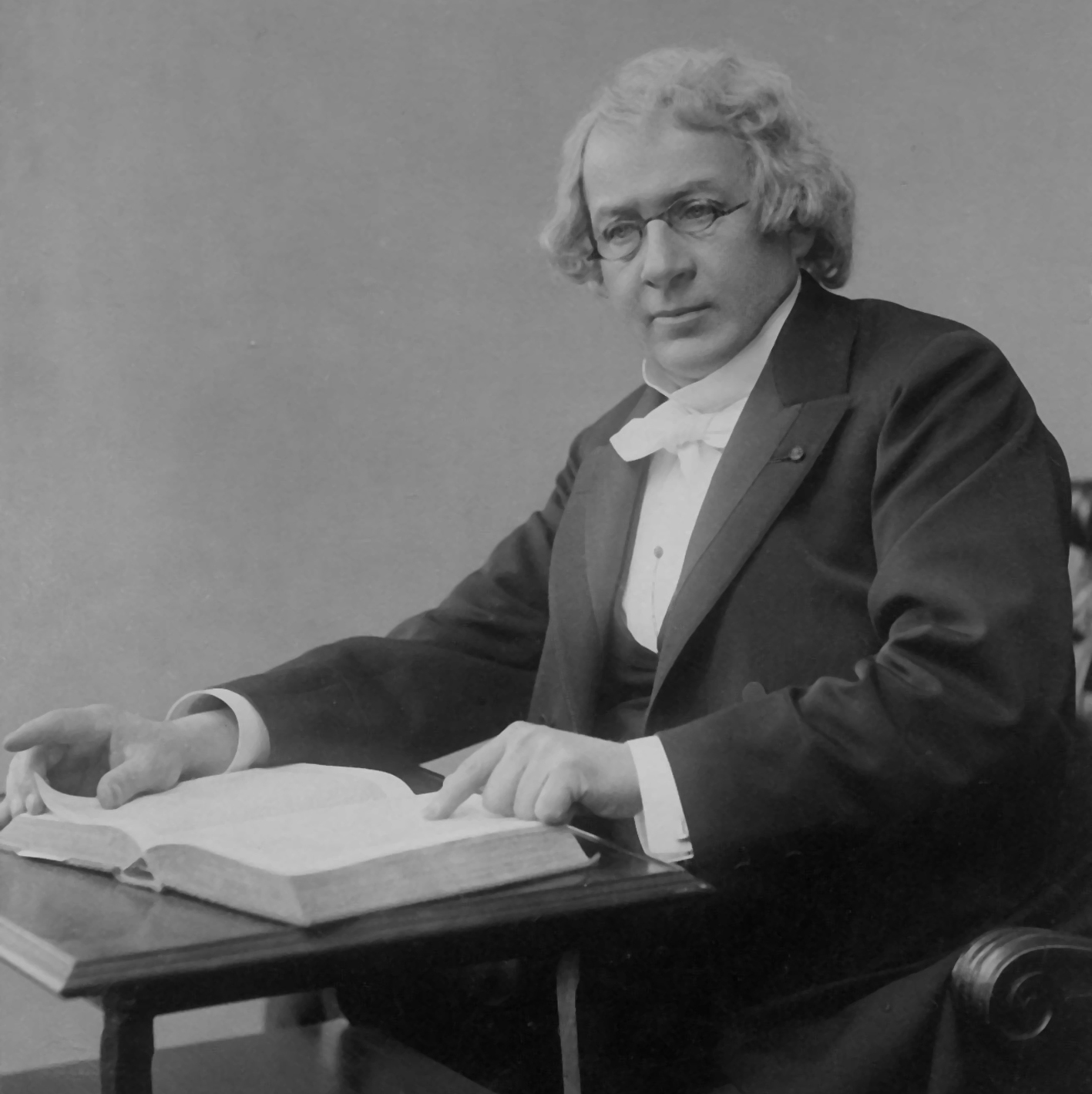
Ernest Demanne en costume de scène en 1892.

Ernest Demanne est l'arrière-petit-fils de Nicolas-Joseph de Manne, secrétaire du géographe Bourguignon d'Anville.
Son grand-oncle, Louis-Charles-Joseph de Manne (1773-1832), fut conservateur de la Bibliothèque nationale. Le fils de celui-ci, Edmond-Denis de Manne (1801-1877), journaliste et dramaturge.
Il est le père d'Ernest-Henri Demanne (1870-1938), comédien et directeur de théâtre.

## Distinctions
- Officier d'académie.

## Théâtre

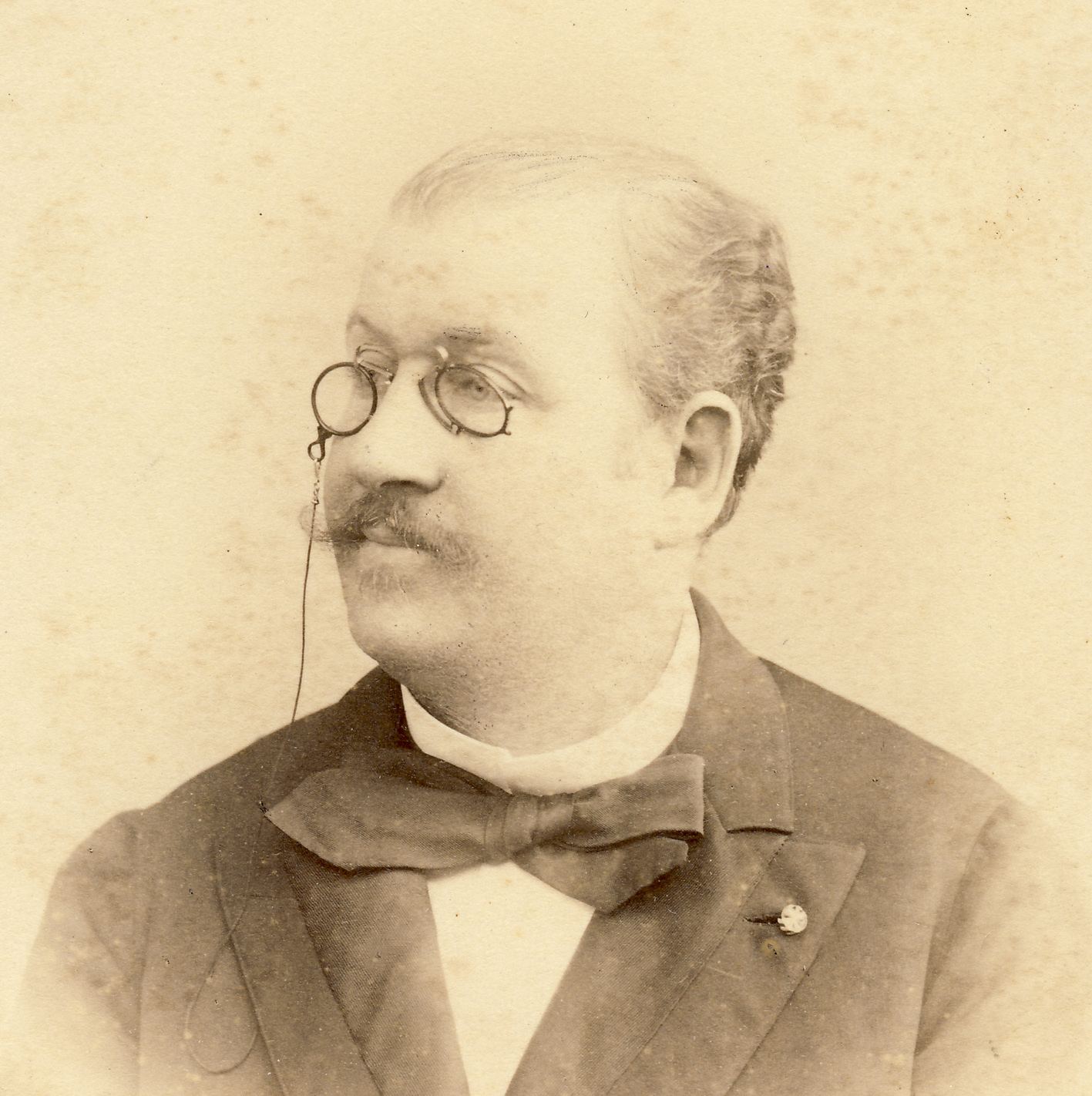
Ernest Demanne

- 1875 : Le Bossu de Victorien Sardou, théâtre de Troyes..
- 1875 : Les Femmes qui pleurent de Paul Siraudin, théâtre de Troyes.
- 1875 : Les Faux Ménages d'Édouard Pailleron, théâtre de Troyes.
- 1877 : Retour de jeunesse de Jules Barbier, théâtre de l'Ambigu.
- 1877 : Les Cloches de Corneville de Robert Planquette, théâtre de Montdidier.
- 1877 : Triolet de Gabriel de Lurieu, théâtre de Bruxelles.
- 1877 : Un usurier de village de Amédée Rolland et Charles Bataille, théâtre de Bruxelles.
- 1878 : plusieurs pièces d'Eugène Scribe, Concert-Saal de Berlin.
- 1878 : Le Petit Faust de Hervé, théâtre du Casino de Dieppe.
- 1879 : La Périchole de Jacques Offenbach, théâtre du Casino de Dieppe.
- 1879 : Les Cent Vierges de Charles Lecocq, théâtre du Casino de Dieppe.
- 1879 : La Grande-duchesse de Gérolstein de Jacques Offenbach, livret d'Henri Meilhac et Ludovic Halévy, théâtre du Casino de Dieppe.
- 1879 : Le Monde où l'on s'amuse d'Édouard Pailleron, théâtre du Gymnase.
- 1879 : Nounou de Maurice Hennequin, théâtre du Gymnase ; reprise en 1881.
- 1880 : Andrea de Victorien Sardou, théâtre du Gymnase.
- 1880 : La Part du butin de Marie de Perrony, théâtre du Gymnase.
- 1880 : Un grain de beauté de Pierre Decourcelle, théâtre du Gymnase.
- 1880 : L'Indiscrète de Beauvallon (Ambroise Janvier), théâtre du Gymnase.
- 1880 : L'Âge ingrat d'Édouard Pailleron, théâtre du Gymnase.
- 1880 : Le Fils de Coralie d'Albert Delpit, théâtre du Gymnase.
- 1880 : Enfants de Georges Richard, théâtre du Gymnase.
- 1881 : La Sarabande d'Henri Meilhac, théâtre du Gymnase.
- 1881 : La Papillonne de Victorien Sardou, théâtre du Gymnase.
- 1881 : Nina la tueuse de Henri Meilhac et Jacques Redelsperg, théâtre du Gymnase.
- 1881 : Un voyage d'agrément d'Henri Gontet et Jacques Bisson, tournée aux Pays-Bas, Luxembourg et Belgique (décembre).
- 1882 : La Marotte de Raoul Vast et Gustave Ricouard, théâtre Déjazet.
- 1882 : Madame Caverlet d'Émile Augier, théâtre de Saumur (31 mai), théâtre de Saint-Dié (12 octobre).

### authéâtre impérial MicheldeSaint-Pétersbourg
- 1883 : La Carte forcée de Maurice Pernety.
- 1883 : L'Alouette d'Edmond Gondinet.
- 1884 : Lucrèce Borgia de Victor Hugo.
- 1884 : Le Ministre de Jules Claretie.
- 1884 : Jack d'Alphonse Daudet et Henri Lafontaine.
- 1884 : Le Maître des forges de Paul Ollendorff.
- 1884 : L'Article 47 d'Adolphe Belot.
- 1884 : Les Pattes de mouche de Victorien Sardou.
- 1884 : Prosper et Vincent de Félix-Auguste Duvert.
- 1884 : Madame et Monsieur Pinchon de Jean-François Bayard, Philippe Dumanoir et Adolphe d'Ennery.
- 1884 : Le Massacre d'un innocent de Charles Varin.
- 1884 : Le Train de plaisir de Alfred Hennequin.
- 1884 : Les Méprises de Lambinet d'Henri Meilhac et Ludovic Halévy.
- 1885 : Rabagas de Victorien Sardou.
- 1885 : Ganaches de Victorien Sardou.
- 1885 : Trois femmes pour un mari d'Ernest Grenet-Dancourt.
- 1885 : Le Singe de Nicolet de Henri Meilhac et Ludovic Halévy.
- 1885 : L'Assassin d'Edmond About.
- 1885 : J'invite le colonel d'Eugène Labiche.
- 1885 : La Flamboyante de Victorien Sardou.
- 1885 : Kean de Victorien Sardou.
- 1885 : Les Méprises de Lambinet de Henri Meilhac et Ludovic Halévy.
- 1885 : Le Prince de Zilah de Jules Claretie.
- 1885 : La Petite Mère de Henri Meilhac et Ludovic Halévy.
- 1885 : La Fille de Roland de Henri de Bornier.
- 1885 : Le Jeu de l'Amour et du... Honyard.
- 1886 : Les Petites Voisines de Jules de Gastyne.
- 1886 : Première Ivresse de Paul Bilhaud.
- 1886 : Le Courrier de Lyon de Paul Siraudin, Alfred Delacour et Eugène Moreau.
- 1886 : L'Étrangère de Alexandre Dumas fils.
- 1886 : Roman d'un jeune homme pauvre de Georges Denola.
- 1886 : Sapho de Paul-Armand Sylvestre.
- 1886 : L'Arlésienne d'Alphonse Daudet.
- 1886 : Un chapeau de paille d'Italie d'Eugène Labiche.
- 1886 : Le Nouveau Régime de Henri Meilhac et Jules Prével.
- 1886 : Le Sacrifice d'Iphigénie d'Adolphe d'Ennery.
- 1886 : Andrea de Victorien Sardou.
- 1886 : La Peur d'être grand-mère d'Eugène Damien.
- 1886 : En partie fine de Henry Bocage.
- 1886 : La Comtesse Romani de Gustave de Jalin.
- 1886 : La Mémoire d'Hortense d'Eugène Labiche.
- 1886 : La Veuve d'Henri Meilhac et Ludovic Halévy.
- 1886 : Le Huis clos d'Eugène Leterrier.
- 1886 : Mam'zelle Nitouche de Hervé, livret de Henri Meilhac et Albert Millaud.
- 1888 : Célimare le bien-aimé d'Eugène Labiche.
- 1888 : La Grande Marnière de Georges Ohnet.
- 1888 : Le Docteur Jojo d'Albert Carré.
- 1889 : Henriette Maréchal d'Edmond About.
- 1889 : Autour du mariage d'Eugène Labiche.
- 1889 : La Glu de Jean Richepin.
- 1889 : Coquin de printemps d'Adolphe Jaime et Georges Duval.
- 1889 : Les Femmes nerveuses d'Ernest Blum.
- 1889 : Le Député de Bombignac d'Alexandre Bisson.
- 1889 : La Sécurité des familles d'Albin Valabrègue.
- 1889 : Les Surprises du divorce  d'Alexandre Bisson.
- 1889 : L’Assommoir adaptation de Octave Gastineau.
- 1889 : Les Vivacités du capitaine Tic d'Eugène Labiche.
- 1889 : Les Méprises de Lambinet de Henri Meilhac et Ludovic Halévy.
- 1889 : Jacques Damour, adaptation de Léon Hennique.
- 1889 : La Commode de Victorine d'Eugène Labiche et Édouard Martin.
- 1889 : Mensonges de Pierre Decourcelle.
- 1889 : Le Roi Candaule d'Henri Meilhac et Ludovic Halévy.
- 1890 : Le Baiser de Théodore de Banville.
- 1890 : Hôtel Godelot de Victorien Sardou.
- 1890 : Tabarin d'Emile Pessard.
- 1890 : Toto chez Tata de Henri Meilhac et Ludovic Halévy.
- 1891 : Rigobert de Paul Burani.
- 1892 : Les Femmes qui pleurent de Paul Siraudin.
- 1892 : Midi à 14 heures de Théodore Barrière.
- 1892 : Famille Pont-Biquet d'Alexandre Bisson.
- 1892 : Hedda Gabler d'Henrik Ibsen.
- 1892 : Le Fils de Coralie d'Albert Delpit.
- 1892 : Barbe-Bleue de Jacques Offenbach, livret d'Henri Meilhac et Ludovic Halévy.
- 1893 : Monsieur chasse ! de Georges Feydeau.
- 1893 : Champignol malgré lui de Georges Feydeau.
- 1893 : Le Système Ribadier de Maurice Hennequin.
- 1893 : Bonheur à quatre de Thierry Gandillot.
- 1893 : Le Veglione d'Alexandre Bisson.
- 1894 : Marquise de Victorien Sardou.
- 1894 : Jean Baudry d'Auguste Vacquerie.
- 1894 : Ma gouvernante d'Alexandre Bisson.
- 1896 : Innocent d'Alfred Capus et Alphonse Allais.
- 1896 : Le Voyage de monsieur Perrichon d'Eugène Labiche et Édouard Martin.
- 1896 : Le Panache d'Edmond Gondinet.
- 1896 : Le Voyage en Suède d'Eugène Labiche.
- 1896 : J'attends Ernest d'Albert Barré et Paul Bilhaud.
- 1896 : Disparu d'Alexandre Bisson et André Sylvane.
- 1896 : La Cagnotte d'Eugène Labiche et Alfred Delacour.
- 1897 : Les Provinciales à Paris d'Alexandre Bisson.
- 1897 : Les Faux Ménages d'Édouard Pailleron.
- 1897 : Thérèse Raquin d'Émile Zola.
- 1898 : Rigobert de Paul Burani.
- 1900 : La joie fait peur de Delphine de Girardin.

## Publications
- Ernest Demanne et Henri Daragon, Le Président Loubet en Russie : voyage, réception, discours, iconographie de la carte postale franco-russe, bibelots populaires, chansons…, Paris, Librairie H. Daragon, 1902, 140 p., in-16, pl. (OCLC 457612155, lire en ligne sur Gallica)